# برلمان غينيا الاستوائية
برلمان غينيا الاستوائية (بالإنجليزية: Parliament of Equatorial Guinea)‏ هو الهيئة التشريعية في غينيا الاستوائية، الذي تأسس في 2013، ويتكون من 170 مقعداً، يتكون من المجلس الأعلى مجلس شيوخ غينيا الاستوائية
الذي يضم  70 مقعداً، والمجلس الأدنى  Chamber of Deputies (Equatorial Guinea) ‏ الذي يضم  100 مقعداً.